# Bolton
Bolton es una ciudad británica situada en el noroeste de Inglaterra, en el área urbana del Gran Mánchester, aunque tradicionalmente pertenecía a Lancashire. 
En el último censo realizado en el año 2000, tiene una población de 280.000 habitantes.

## Deportes
En esta ciudad juega el Bolton Wanderers, equipo de la Football League One, tercera división inglesa. Hace de local en el Estadio Macron.

## Música
En Bolton es donde se formó la banda punk Buzzcocks, y por lo tanto significó mucho para gestar la escena musical punk de Mánchester. Dos estudiantes de la escuela politécnica local, Peter McNeish y Howard Trafford formaron esta banda, que fue una de las primeras del género punk, y posteriormente debutaron en vivo en aquella institución. Al poco tiempo, McNeish sería conocido como Pete Shelley y Trafford como Howard Devoto. Este luego destacaría más como fundador y cantante de la banda post-punk Magazine.
Bolton es la ciudad en la que nacieron el cantante y guitarrista de la banda británica McFly, Danny Jones, de Tom Parker de The Wanted y AdzBrandMusic de Bluff.

## Historia

### Toponimia
Bolton es un nombre común del norte inglés derivado del Inglés Antiguo bothl-tun, que significa un establecimiento con una vivienda. El primer registro del nombre, en la forma Boelton, data de 1185 para describir a Bolton le Moors, aunque esto quizá no tenga relación con la vivienda. Vuelve a figurar como Bothelton en 1212, Botelton en 1257, Boulton en 1288, y Bolton después de 1307. El mote de la ciudad de Supera Moras que significa "que supera las dificultades", es un juego de palabras de Bolton-super-Moras que significa literalmente "Bolton on the moors".

### Primeros Tiempos, hasta la Guerra Civil
Hay evidencia de existencia humana en los páramos alrededor de Bolton desde los primeros años de la Edad de Bronce, incluido un círculo de piedra en Cheetham Close cerca de Egerton, y túmulos mortuorios en Winter Hill. Un montículo fue excavado en la época victoriana en Haulgh Hall. Los romanos construyeron carreteras desde Mánchester hasta Ribchester al este y un camino en lo que hoy es la A6 hacia el oeste. Se afirma que Agricola construyó un fuerte en Blackrod para limpiar la zona por encima del bosque. Existe evidencia de un asentamiento Sajón a través de objetos religiosos encontrados cuando fue construida la parroquia de estilo victoriano.
En 1067 Gran Bolton era propiedad de Roger de Poitou y después de 1100, de Roger de Meresheys. Luego se convirtió en propiedad de los Pilkingtons quienes la perdieron en la Guerra Civil para pasar a manos de los Stanley que se convirtieron en condes de Derby La iglesia parroquial en Bolton tiene cimientos muy antiguos aunque se desconoce la fecha exacta de su fundación; fue cedida por el señor de la casa de Gilbertine al Mattersey Priorato en Nottinghamshire, fundada por Roger de Marsey.

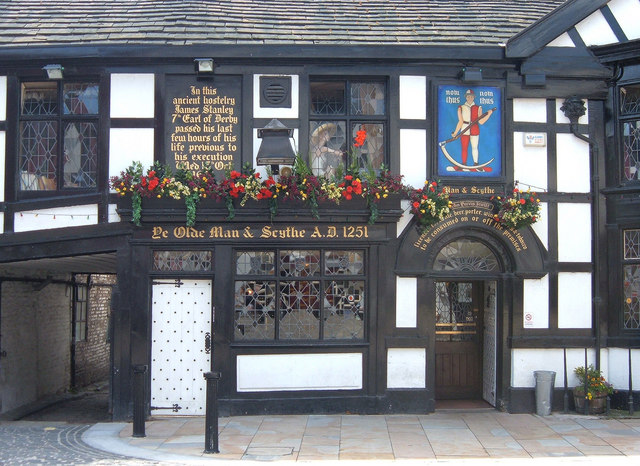
Ye Olde Man & Scythe

Una carta para mantener un mercado en Churchgate fue otorgada el 14 de diciembre de 1251 por el rey Enrique III. Bolton llegó a ser una ciudad mercado hasta entrado el siglo XVIII.
En 1337 se establecieron los tejedores Flamencos e introdujeron la fabricación de tela de lana.
Más tejedores Flamencos, huyendo de la persecución Hugonote, se establecieron en el siglo XVII. En 1623 hubo un brote de peste en la ciudad.

## Ciudades hermanadas
- Le Mans, Francia, desde 1967
- Paderborn, Alemania, desde 1975